# Andy Townsend
Andrew "Andy" David Townsend (Maidstone, 23 de julho, 1963) é um ex-futebolista irlandês nascido na Inglaterra, que atua como meia.

## Carreira
Townsend integrou a histórica Seleção Irlandesa de Futebol da Copa do Mundo de 1990 e 1994. 